# Богдан Кршић
Богдан Кршић (Сарајево, 24. мај 1932. — Београд, 21. октобар 2009) био је српски ликовни уметник и редовни професор Факултета примењених уметности у Београду. Области интересовања су му биле: графика књиге (илустрација и опрема), графика, графички дизајн, керамика и сценографија.
Међу колегама је био цењен као „Највећи српски мајстор дизајна и илустрације књиге“. Између осталог, графички је обликовао Грб Савезне Републике Југославије.
Дипломирао на Академији примењених уметности 1957, магистрирао 1959. године. На Академији, каснијем Факултету примењених уметности, радио је од 1962. до 1997. године. Предавао је на одсеку Примењена графика, атеље Графика и књига, предмет Графика књиге. Осим тога, био је проректор, в. д. декан, продекан и шеф Катедре.
Био је члан УЛУПУДС, УЛУС, HOLLAR (Друштво чешких графичара) и других.
Сахрањен је у Алеји заслужних грађана на Новом гробљу у Београду.
Постоји Легат Богдана Кршића.

## Самосталне изложбе
- Београд (од 1958. до 1998)
- Сарајево (три пута)
- Праг (два пута)
- Солинген
- Њујорк
- Париз

## Најважнији радови
- Циклус графика и књига Еразмо „Похвала лудости“, 1962;
- Циклус графика Себастијан Брант „Лађа лудака“ 1964;
- Циклус графика и мапа „Бенвенуто Челини“, 1975;
- Циклус графика и балет „Пацоловац“, 1987;
- Циклус графика „Гоја“, 1998.

## Најважније награде:
- Велики печат Графичког колектива, 1963;
- Златна игла УЛУС-а, 1963;
- Годишња награда УЛУПУДС-а, Београд, 1963;
- Златно перо Београда, 1968;
- Златна медаља Међународног бијенала графике, Буенос Аирес, Аргентина, 1968;
- Прва награда Међународне изложбе Мале графичке форме, Банска Бистрица, ЧССР, 1969;
- Златно перо Београда, 1970;
- Октобарска награда града Београда, 1975;
- Награда за графику на Међународном бијеналу Азија – Европа у Анкари, Турска, 1986;
- Специјална награда Првог графичког бијенала суве игле, Ужице, 1993;
- Вукова награда, 1999;
- Награда за животни допринос графичкој уметности на 5. међународном бијеналу графике у Београду, 1998.

## Критичка рецепција
- „... Овај умјетник је спознао сврху и тежину патње: вријеме средњовјековних мартирија у сјени готских катедрала и вријеме страдања савременог човјека на мучилиштима посљедњег рата – стално је присутна на овим листовима. [...] Снага Кршићеве експресије темељи се на наглашено драматском цртежу који широким гестом описује форму и на прецизној јасноћи детаља, оствареној максималном умјетниковом пажњом на карактер смјера, дубине и интензитета сваког појединачног реза игле. [...] Умјетност Богдана Кршића је умјетност снажног моралног ангажмана. Традиционално у графичком поступку, она ипак тако актуелна смислом своје поруке и тако блиска племенитошћу свог свједочанства...“ — Ј. Денегри, уводни текст у каталогу изложбе у Галерији Графички колектив (Београд, 11–20. новембар 1964)
- „Један сам од тврдоглавих, на изглед екстремних графичара. Графика ми је једино и довољно. Под графиком подразумевам све што се штампа, од ручног отиска слободне графике до индустријском штампом произведене књиге. За једног човека, за један живот – много, и превише. [...] Свет мојих идеја је човек и његова вечита иста судбина. Моји графички листови и илустрације одевени су у рухо средњег века, време првог писања о човеку, али и време првог графичког отиска у данашњем смислу речи. Тај нераздвојиви склад штампане речи и слике мој је основни циљ. Нисам сликар, нисам песник, графичар сам.“ — Б. Кршић, Анкета/Графичари, Уметност 23, (Београд, 1970) 37.
- „...у опусу Богдана Кршића преовлађује нарација, литература стоји изнад визуелних проблема и ликовни аранжман дела подређен је извесним интелектуалним исказима. Међутим, [...] Кршићево дело ипак поседује потпуно јасну визуелну концепцију која се у најновијим делима манифестује кроз спонтано третиран гест и цртеж, бележење само најбитнијих детаља и интервенције пером које сведоче да је у питању један неконвенционалан рад, који уједињује различите проблеме. На првом месту: у чисто ликовном смислу, специфичан дуалитет старих искустава и модерног третмана, затим покушај да се пренесе одређена порука и оствари дело у неким ширим кординатама и тумачењима. У оквирима наше савремене графике, синтеза обухватности овог опуса разликује се од многобројних покушаја управљених ка тражењу ликовне инспирације само у материјалним остацима прошлости. Уграђивање старих знакова и симбола у једну модерну ликовну концепцију даје, по правилу, декоративне резултате бизарног или фолклористичког духа. Богдан Кршић је успео да избегне ову ситуацију захваљујући, на првом месту, свом универзалном приступу прошлости, како на формалном тако и духовном плану.“ — С. Ристић, Емитовано: Трећи програм Радио Београда, Хроника, 1975.
- „Богдан Кршић је у графици, у свим њеним врстама, нашао просторе за исказивање својих креативних могућности. Он је један од ретких уметника везаних само за овај медиј. Поред тога што се кроз садржај своје уметности бави проблемом морала појединца и друштва, Кршић има тако априоран став према графичком занату, да и саму чистоту графичког поступка сматра етичким питањем. Такође је веома јасан у погледу мисије графичког листа. Умножавање, као основна сврха медија, има смисла само ако некоме преноси одређену поруку, уметничку идеју. [...] захваљујући својој интелектуалној оријентацији и наклоности према књижевним делима европске хуманистичке класике, он је дубље зашао у суштину њихових порука и начина њиховог преношења. Тако је у једном ширем временском и уметничком контексту нашао погодно тле из кога ће црпети инспирацију за изражавање свог ангажмана према добу у коме живи.“ — Љ. Слијепчевић, „Графика Београдског круга“, у: Југословенска графика 1950-1980. Серија: Југословенска уметност XX века, Музеј савремене уметности (Београд, октобар 1985 – октобар 1986) 28.